# Anttila

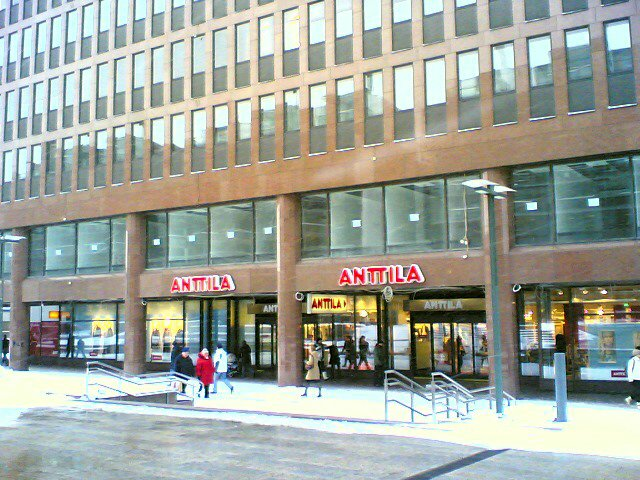
Anttila i Granithuset i Helsingfors.

Anttila var en finländsk varuhuskedja som grundades året 1952. Anttila sålde kläder för damer, herrar och barn samt hemelektronik, inredningstillbehör, musik och filmer, leksaker, böcker och kosmetik. Förutom varuhusen sålde Anttila sina produkter genom postorderförsäljning och sedan 1999 också på internet.
Anttila inköptes av Tuko under 1970-talet. Kesko köpte Tuko året 1996. Innan förvärvet av Kesko hade varuhusen också en matavdelning, men de ersattes av Keskos egna matbutiker K-Market eller K-Supermarket.
Under 2010-talet började Anttila göra betydande förluster på grund av en ökad konkurrens och tillväxt av näthandel. I mars 2015 sålde Kesko kedjan till en tysk kapitalinvesterare 4K Invest. Anttila gick slutligen i konkurs i juli 2016. Då hade kedjan 28 varuhus över hela Finland, främst i större stadskärnor och köpcentrum. Alla stängdes i slutet av året.